# 濃核病毒亞科
濃核病毒亞科（Densovirinae）(濃稠(密集)病毒亞科)是小DNA病毒科（Parvoviridae，又譯作細小病毒科）的一個亞科。

## 分類
現時本亞科之下有五個屬，合共15個物種，分別如下：
- Ambidensovirus：模式種 Lepidopteran ambidensovirus 1
- 短濃稠病毒屬（Brevidensovirus）：模式種Dipteran brevidensovirus 1
- Hepandensovirus：模式種Decapod hepandensovirus 1
- 重複病毒屬（Iteravirus）：模式種Lepidopteran iteradensovirus 1
- Penstyldensovirus：模式種Decapod penstyldensovirus 1

以下兩個屬為新的三個屬原來的分類：
- 濃稠病毒屬(Densovirus)
- 環星黑煙濃稠病毒屬（Pefudensovirus）

## 外部連結
- 微生物免疫學-Parvoviridae(細小病毒科) （页面存档备份，存于）